# Sawtooth Mountain (Washington)
Der Sawtooth Mountain ist ein Schildvulkan und Teil des polygenetischen Vulkanfeldes Indian Heaven:166–167 im US-Bundesstaat Washington. Dieses liegt auf halbem Weg zwischen dem Mount St. Helens und dem Mount Adams und entstand im Pleistozän und Holozän. Der Sawtooth Mountain bildet mit 5.354 ft (1.632 m) Höhe den dritthöchsten Punkt in der Indian Heaven Wilderness. Der Berg bildet eine Serie von zusammengeschweißten Felsnadeln, ein erodierter Rest eines Schildvulkans. Obwohl nicht der höchste Gipfel, macht ihn seine schroffe Erscheinung zu einem der markantesten Punkte des Vulkanfeldes.

## Geographie
Der Sawtooth Mountain ist der dritthöchste Gipfel in der Indian Heaven Wilderness. An klaren Tagen können Wanderer vom Sawtooth Mountain Trail aus, welcher an den höheren Lagen der Westseite des Berges vorbeiführt, die vier nächstgelegenen Vulkane sehen: Mount Adams, Mount Hood, Mount St. Helens und Mount Rainier. Während der Berg frei von Schnee und Eis ist, kann der Schnee auf dem Gipfel bis weit in den Juli hinein liegenbleiben.

### Vulkane in Indian Heaven
| Name                                                                     | Höhe in Metern | Koordinaten           | Letzter Ausbruch |
| ------------------------------------------------------------------------ | -------------- | --------------------- | ---------------- |
| Big Lava Bed                                                             | 1.279          | 45° 55′ N, 121° 45′ W | ~8.150 Jahre BP  |
| Bird Mountain                                                            | 1.712          | 46° 2′ N, 121° 47′ W  |                  |
| East Crater                                                              | 1.614          | 46° 0′ N, 121° 47′ W  |                  |
| Gifford Peak                                                             | 1.636          | 45° 59′ N, 121° 48′ W |                  |
| Lemei Rock                                                               | 1.806          | 46° 1′ N, 121° 46′ W  |                  |
| Lone Butte                                                               | 1.457          | 46° 3′ N, 121° 50′ W  |                  |
| Red Mountain                                                             | 1.513          | 45° 56′ N, 121° 49′ W |                  |
| Sawtooth Mountain                                                        | 1.632          | 46° 4′ N, 121° 46′ W  |                  |
| Karte mit allen Koordinaten des Abschnitts Vulkane in Indian Heaven: OSM |                |                       |                  |

## Geologie

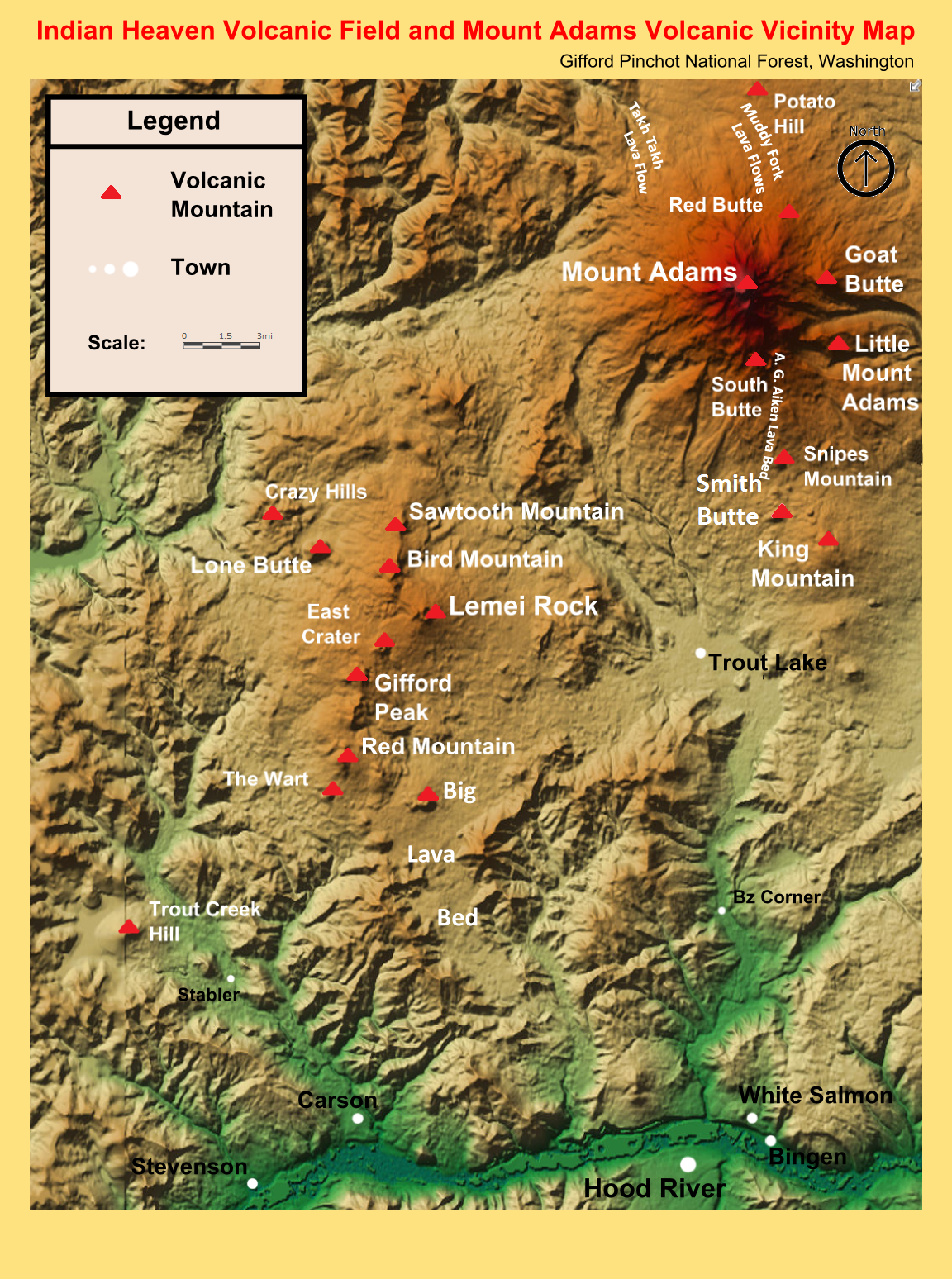
Das Vulkanfeld Indian Heaven und die vulkanische Umgebung des Mount Adams auf einer digitalen Reliefkarte zeigt den Sawtooth Mountain und verschiedene andere Gipfel, die zum Vulkanfeld gehören.

Der Sawtooth Mountain ist einer von vielen Schildvulkanen, die von Schlacken- und Schweißschlackenkegeln überragt werden, die das Vulkanfeld Indian Heaven ausmachen. Etwa 60 eruptive Zentren liegen in dem 30 km langen, nach N10°E ausgerichteten Gebiet. Bei 600 Quadratkilometern Fläche hat das Feld ein Volumen von etwa 100 Kubikkilometern und bildet den Westteil des 2000 km² großen quartären Basalt-Feldes in den Kaskaden des südlichen Washington, das als King-Mountain-Bruchzone bezeichnet wird und gleichzeitig mit dem Mount Adams entstand.

## Klettern und Erholung
Die Angel- und Wanderziele im Vulkanfeld um den Sawtooth Mountain gehören zur Indian Heaven Wilderness, welche für die hochgelegenen Bergwiesen zwischen den verteilten Vulkankegeln bekannt ist. Der Pacific Crest National Scenic Trail durchquert das Vulkanfeld und das Wildnisgebiet von Nord nach Süd, welches für die Seen und die Aussicht auf vier nahegelegene Vulkane bekannt ist: Mount Adams, Mount Hood, Mount St. Helens und Mount Rainier. Er umarmt ebenso die dicht bewaldete Ostseite des Sawtooth Mountain, und in Verbindung mit dem Sawtooth Mountain Trail kann er als Rundweg ausgehend vom Sawtooth Trailhead begangen werden. Der Wood Lake liegt westlich des Gipfels. Die Hauptwege am Sawtooth Mountain sind der Sawtooth Trail, welcher bis zum Gipfel führt und an der oberen Westseite des Berges entlangführt, sowie der Wood Lake Trail, welcher vom Pacific Crest Trail bis zum tiefblauen Wood Lake führt.
Die Sawtooth Berry Fields liegen nördlich des Sawtooth Mountain, rund um die Surprise Lakes und den Sawtooth Trailhead als Zugang zum Pacific Crest Trail.